# Renewi Tour 2023
Renewi Tour 2023 var den 18. udgave af det belgiske etapeløb Renewi Tour (tidligere kendt som Benelux Tour). Cykelløbets fem etaper blev kørt fra 23. august med start i Blankenberge til 27. august 2023 hvor der var mål i Bilzen. 2. etape havde start og mål i hollandske Sluis, mens resten af etaperne foregik i de belgiske provinser Østflandern, Vestflandern og Limburg. Løbet var 29. arrangement på UCI World Tour 2023. I 2022 blev løbet aflyst på grund af logistiske problemer.
Samlet vinder blev belgiske Tim Wellens fra UAE Team Emirates.

## Etaperne
| Etape    | Dato     | Start – Mål             | type          | Afstand (km) | Etapevinder      | Førende rytter   |
| -------- | -------- | ----------------------- | ------------- | ------------ | ---------------- | ---------------- |
| 1. etape | 23. aug. | Blankenberge – Ardooie  | flad etape    | 182,9        | Jasper Philipsen | Jasper Philipsen |
| 2. etape | 24. aug. | Sluis – Sluis           | enkeltstart   | 13,6         | Joshua Tarling   | Joshua Tarling   |
| 3. etape | 25. aug. | Aalter – Geraardsbergen | kuperet etape | 171,2        | Mike Teunissen   | Tim Wellens      |
| 4. etape | 26. aug. | Beringen – Peer         | flad etape    | 179,4        | Sam Welsford     | Tim Wellens      |
| 5. etape | 27. aug. | Riemst – Bilzen         | kuperet etape | 187,3        | Matej Mohorič    | Tim Wellens      |

### 1. etape
| Blankenberge - Ardooie | flad etape | (182,9 km) |

| \| Etaperesultat \| Etaperesultat \| Etaperesultat \| Etaperesultat \| Etaperesultat \| \| Rytter \| Rytter \| Hold \| Tid \| \| \| ------------- \| ----------------- \| ------------------------ \| ------------- \| ------------- \| \| 1. \| Jasper Philipsen \| Alpecin-Deceuninck \| 3t 51' 33" \| \| \| 2. \| Tim Merlier \| Soudal Quick-Step \| + 0" \| \| \| 3. \| Olav Kooij \| Jumbo-Visma \| + 0" \| \| \| 4. \| Arnaud De Lie \| Lotto Dstny \| + 0" \| \| \| 5. \| Dylan Groenewegen \| Team Jayco AlUla \| + 0" \| \| \| 6. \| Matteo Trentin \| UAE Team Emirates \| + 0" \| \| \| 7. \| Laurence Pithie \| Groupama-FDJ \| + 0" \| \| \| 8. \| Arne Marit \| Intermarché-Circus-Wanty \| + 0" \| \| \| 9. \| Elia Viviani \| Ineos Grenadiers \| + 0" \| \| \| 10. \| Clément Russo \| Arkéa-Samsic \| + 0" \| \| |                   |                          |            |
| |                   |                          |            |
| Kilde: ProCyclingStats |                   |                          |            |
| Etaperesultat |                   |                          |            |
| Rytter | Rytter            | Hold                     | Tid        |
| 1. | Jasper Philipsen  | Alpecin-Deceuninck       | 3t 51' 33" |
| 2. | Tim Merlier       | Soudal Quick-Step        | + 0"       |
| 3. | Olav Kooij        | Jumbo-Visma              | + 0"       |
| 4. | Arnaud De Lie     | Lotto Dstny              | + 0"       |
| 5. | Dylan Groenewegen | Team Jayco AlUla         | + 0"       |
| 6. | Matteo Trentin    | UAE Team Emirates        | + 0"       |
| 7. | Laurence Pithie   | Groupama-FDJ             | + 0"       |
| 8. | Arne Marit        | Intermarché-Circus-Wanty | + 0"       |
| 9. | Elia Viviani      | Ineos Grenadiers         | + 0"       |
| 10. | Clément Russo     | Arkéa-Samsic             | + 0"       |

| \| Samlede stilling \| Samlede stilling \| Samlede stilling \| Samlede stilling \| Samlede stilling \| \| Rytter \| Rytter \| Hold \| Tid \| \| \| ---------------- \| ----------------- \| --------------------- \| ---------------- \| ---------------- \| \| 1. \| Jasper Philipsen \| Alpecin-Deceuninck \| 3t 51' 43" \| \| \| 2. \| Alessandro Covi \| UAE Team Emirates \| + 2" \| \| \| 3. \| Tim Merlier \| Soudal Quick-Step \| + 4" \| \| \| 4. \| Jonas Rutsch \| EF Education-EasyPost \| + 5" \| \| \| 5. \| Ceriel Desal \| Bingoal WB \| + 5" \| \| \| 6. \| Olav Kooij \| Jumbo-Visma \| + 6" \| \| \| 7. \| Arnaud De Lie \| Lotto Dstny \| + 10" \| \| \| 8. \| Dylan Groenewegen \| Team Jayco AlUla \| + 10" \| \| \| 9. \| Matteo Trentin \| UAE Team Emirates \| + 10" \| \| \| 10. \| Laurence Pithie \| Groupama-FDJ \| + 10" \| \| |                   |                       |            |
| |                   |                       |            |
| Kilde: ProCyclingStats |                   |                       |            |
| Samlede stilling |                   |                       |            |
| Rytter | Rytter            | Hold                  | Tid        |
| 1. | Jasper Philipsen  | Alpecin-Deceuninck    | 3t 51' 43" |
| 2. | Alessandro Covi   | UAE Team Emirates     | + 2"       |
| 3. | Tim Merlier       | Soudal Quick-Step     | + 4"       |
| 4. | Jonas Rutsch      | EF Education-EasyPost | + 5"       |
| 5. | Ceriel Desal      | Bingoal WB            | + 5"       |
| 6. | Olav Kooij        | Jumbo-Visma           | + 6"       |
| 7. | Arnaud De Lie     | Lotto Dstny           | + 10"      |
| 8. | Dylan Groenewegen | Team Jayco AlUla      | + 10"      |
| 9. | Matteo Trentin    | UAE Team Emirates     | + 10"      |
| 10. | Laurence Pithie   | Groupama-FDJ          | + 10"      |

### 2. etape
| Sluis - Sluis | enkeltstart | (13,6 km) |

| \| Etaperesultat \| Etaperesultat \| Etaperesultat \| Etaperesultat \| Etaperesultat \| \| Rytter \| Rytter \| Hold \| Tid \| \| \| ------------- \| ------------------ \| ------------------ \| ------------- \| ------------- \| \| 1. \| Joshua Tarling \| Ineos Grenadiers \| 15' 05" \| \| \| 2. \| Tim Wellens \| UAE Team Emirates \| + 14" \| \| \| 3. \| Yves Lampaert \| Soudal Quick-Step \| + 18" \| \| \| 4. \| Jasper Stuyven \| Lidl-Trek \| + 19" \| \| \| 5. \| Florian Vermeersch \| Lotto Dstny \| + 21" \| \| \| 6. \| Kasper Asgreen \| Soudal Quick-Step \| + 21" \| \| \| 7. \| Daan Hoole \| Lidl-Trek \| + 23" \| \| \| 8. \| Mikkel Bjerg \| UAE Team Emirates \| + 24" \| \| \| 9. \| Tobias Foss \| Jumbo-Visma \| + 25" \| \| \| 10. \| Matej Mohorič \| Bahrain Victorious \| + 26" \| \| |                    |                    |         |
| |                    |                    |         |
| Kilde: ProCyclingStats |                    |                    |         |
| Etaperesultat |                    |                    |         |
| Rytter | Rytter             | Hold               | Tid     |
| 1. | Joshua Tarling     | Ineos Grenadiers   | 15' 05" |
| 2. | Tim Wellens        | UAE Team Emirates  | + 14"   |
| 3. | Yves Lampaert      | Soudal Quick-Step  | + 18"   |
| 4. | Jasper Stuyven     | Lidl-Trek          | + 19"   |
| 5. | Florian Vermeersch | Lotto Dstny        | + 21"   |
| 6. | Kasper Asgreen     | Soudal Quick-Step  | + 21"   |
| 7. | Daan Hoole         | Lidl-Trek          | + 23"   |
| 8. | Mikkel Bjerg       | UAE Team Emirates  | + 24"   |
| 9. | Tobias Foss        | Jumbo-Visma        | + 25"   |
| 10. | Matej Mohorič      | Bahrain Victorious | + 26"   |

| \| Samlede stilling \| Samlede stilling \| Samlede stilling \| Samlede stilling \| Samlede stilling \| \| Rytter \| Rytter \| Hold \| Tid \| \| \| ---------------- \| ------------------ \| ------------------ \| ---------------- \| ---------------- \| \| 1. \| Joshua Tarling \| Ineos Grenadiers \| 4t 06' 58" \| \| \| 2. \| Tim Wellens \| UAE Team Emirates \| + 14" \| \| \| 3. \| Yves Lampaert \| Soudal Quick-Step \| + 18" \| \| \| 4. \| Jasper Stuyven \| Lidl-Trek \| + 19" \| \| \| 5. \| Kasper Asgreen \| Soudal Quick-Step \| + 21" \| \| \| 6. \| Florian Vermeersch \| Lotto Dstny \| + 21" \| \| \| 7. \| Daan Hoole \| Lidl-Trek \| + 23" \| \| \| 8. \| Mikkel Bjerg \| UAE Team Emirates \| + 24" \| \| \| 9. \| Tobias Foss \| Jumbo-Visma \| + 25" \| \| \| 10. \| Matej Mohorič \| Bahrain Victorious \| + 26" \| \| |                    |                    |            |
| |                    |                    |            |
| Kilde: ProCyclingStats |                    |                    |            |
| Samlede stilling |                    |                    |            |
| Rytter | Rytter             | Hold               | Tid        |
| 1. | Joshua Tarling     | Ineos Grenadiers   | 4t 06' 58" |
| 2. | Tim Wellens        | UAE Team Emirates  | + 14"      |
| 3. | Yves Lampaert      | Soudal Quick-Step  | + 18"      |
| 4. | Jasper Stuyven     | Lidl-Trek          | + 19"      |
| 5. | Kasper Asgreen     | Soudal Quick-Step  | + 21"      |
| 6. | Florian Vermeersch | Lotto Dstny        | + 21"      |
| 7. | Daan Hoole         | Lidl-Trek          | + 23"      |
| 8. | Mikkel Bjerg       | UAE Team Emirates  | + 24"      |
| 9. | Tobias Foss        | Jumbo-Visma        | + 25"      |
| 10. | Matej Mohorič      | Bahrain Victorious | + 26"      |

### 3. etape
| Aalter - Geraardsbergen | kuperet etape | (171,2 km) |

| \| Etaperesultat \| Etaperesultat \| Etaperesultat \| Etaperesultat \| Etaperesultat \| \| Rytter \| Rytter \| Hold \| Tid \| \| \| ------------- \| ----------------- \| ------------------------ \| ------------- \| ------------- \| \| 1. \| Mike Teunissen \| Intermarché-Circus-Wanty \| 3t 40' 17" \| \| \| 2. \| Tim Wellens \| UAE Team Emirates \| + 0" \| \| \| 3. \| Axel Zingle \| Cofidis \| + 0" \| \| \| 4. \| Marc Hirschi \| UAE Team Emirates \| + 0" \| \| \| 5. \| Arnaud De Lie \| Lotto Dstny \| + 0" \| \| \| 6. \| Fred Wright \| Bahrain Victorious \| + 0" \| \| \| 7. \| Gianni Vermeersch \| Alpecin-Deceuninck \| + 0" \| \| \| 8. \| Matej Mohorič \| Bahrain Victorious \| + 0" \| \| \| 9. \| Yves Lampaert \| Soudal Quick-Step \| + 0" \| \| \| 10. \| Jasper De Buyst \| Lotto Dstny \| + 0" \| \| |                   |                          |            |
| |                   |                          |            |
| Kilde: ProCyclingStats |                   |                          |            |
| Etaperesultat |                   |                          |            |
| Rytter | Rytter            | Hold                     | Tid        |
| 1. | Mike Teunissen    | Intermarché-Circus-Wanty | 3t 40' 17" |
| 2. | Tim Wellens       | UAE Team Emirates        | + 0"       |
| 3. | Axel Zingle       | Cofidis                  | + 0"       |
| 4. | Marc Hirschi      | UAE Team Emirates        | + 0"       |
| 5. | Arnaud De Lie     | Lotto Dstny              | + 0"       |
| 6. | Fred Wright       | Bahrain Victorious       | + 0"       |
| 7. | Gianni Vermeersch | Alpecin-Deceuninck       | + 0"       |
| 8. | Matej Mohorič     | Bahrain Victorious       | + 0"       |
| 9. | Yves Lampaert     | Soudal Quick-Step        | + 0"       |
| 10. | Jasper De Buyst   | Lotto Dstny              | + 0"       |

| \| Samlede stilling \| Samlede stilling \| Samlede stilling \| Samlede stilling \| Samlede stilling \| \| Rytter \| Rytter \| Hold \| Tid \| \| \| ---------------- \| ------------------ \| ------------------------ \| ---------------- \| ---------------- \| \| 1. \| Tim Wellens \| UAE Team Emirates \| 7t 47' 16" \| \| \| 2. \| Yves Lampaert \| Soudal Quick-Step \| + 24" \| \| \| 3. \| Florian Vermeersch \| Lotto Dstny \| + 26" \| \| \| 4. \| Jasper Stuyven \| Lidl-Trek \| + 30" \| \| \| 5. \| Fred Wright \| Bahrain Victorious \| + 30" \| \| \| 6. \| Marc Hirschi \| UAE Team Emirates \| + 31" \| \| \| 7. \| Matej Mohorič \| Bahrain Victorious \| + 33" \| \| \| 8. \| Mike Teunissen \| Intermarché-Circus-Wanty \| + 34" \| \| \| 9. \| Axel Zingle \| Cofidis \| + 36" \| \| \| 10. \| Michał Kwiatkowski \| Ineos Grenadiers \| + 38" \| \| |                    |                          |            |
| |                    |                          |            |
| Kilde: ProCyclingStats |                    |                          |            |
| Samlede stilling |                    |                          |            |
| Rytter | Rytter             | Hold                     | Tid        |
| 1. | Tim Wellens        | UAE Team Emirates        | 7t 47' 16" |
| 2. | Yves Lampaert      | Soudal Quick-Step        | + 24"      |
| 3. | Florian Vermeersch | Lotto Dstny              | + 26"      |
| 4. | Jasper Stuyven     | Lidl-Trek                | + 30"      |
| 5. | Fred Wright        | Bahrain Victorious       | + 30"      |
| 6. | Marc Hirschi       | UAE Team Emirates        | + 31"      |
| 7. | Matej Mohorič      | Bahrain Victorious       | + 33"      |
| 8. | Mike Teunissen     | Intermarché-Circus-Wanty | + 34"      |
| 9. | Axel Zingle        | Cofidis                  | + 36"      |
| 10. | Michał Kwiatkowski | Ineos Grenadiers         | + 38"      |

### 4. etape
| Beringen - Peer | flad etape | (179,4 km) |

| \| Etaperesultat \| Etaperesultat \| Etaperesultat \| Etaperesultat \| Etaperesultat \| \| Rytter \| Rytter \| Hold \| Tid \| \| \| ------------- \| ----------------- \| ------------------------ \| ------------- \| ------------- \| \| 1. \| Sam Welsford \| Team DSM-Firmenich \| 3t 57' 36" \| \| \| 2. \| Olav Kooij \| Jumbo-Visma \| + 0" \| \| \| 3. \| Jasper Philipsen \| Alpecin-Deceuninck \| + 0" \| \| \| 4. \| Tim Merlier \| Soudal Quick-Step \| + 0" \| \| \| 5. \| Arnaud De Lie \| Lotto Dstny \| + 0" \| \| \| 6. \| Dylan Groenewegen \| Team Jayco AlUla \| + 0" \| \| \| 7. \| Max Kanter \| Movistar Team \| + 0" \| \| \| 8. \| Milan Fretin \| Team Flanders-Baloise \| + 0" \| \| \| 9. \| Laurence Pithie \| Groupama-FDJ \| + 0" \| \| \| 10. \| Arne Marit \| Intermarché-Circus-Wanty \| + 0" \| \| |                   |                          |            |
| |                   |                          |            |
| Kilde: ProCyclingStats |                   |                          |            |
| Etaperesultat |                   |                          |            |
| Rytter | Rytter            | Hold                     | Tid        |
| 1. | Sam Welsford      | Team DSM-Firmenich       | 3t 57' 36" |
| 2. | Olav Kooij        | Jumbo-Visma              | + 0"       |
| 3. | Jasper Philipsen  | Alpecin-Deceuninck       | + 0"       |
| 4. | Tim Merlier       | Soudal Quick-Step        | + 0"       |
| 5. | Arnaud De Lie     | Lotto Dstny              | + 0"       |
| 6. | Dylan Groenewegen | Team Jayco AlUla         | + 0"       |
| 7. | Max Kanter        | Movistar Team            | + 0"       |
| 8. | Milan Fretin      | Team Flanders-Baloise    | + 0"       |
| 9. | Laurence Pithie   | Groupama-FDJ             | + 0"       |
| 10. | Arne Marit        | Intermarché-Circus-Wanty | + 0"       |

| \| Samlede stilling \| Samlede stilling \| Samlede stilling \| Samlede stilling \| Samlede stilling \| \| Rytter \| Rytter \| Hold \| Tid \| \| \| ---------------- \| ------------------ \| ------------------------ \| ---------------- \| ---------------- \| \| 1. \| Tim Wellens \| UAE Team Emirates \| 11t 44' 52" \| \| \| 2. \| Florian Vermeersch \| Lotto Dstny \| + 23" \| \| \| 3. \| Yves Lampaert \| Soudal Quick-Step \| + 23" \| \| \| 4. \| Jasper Stuyven \| Lidl-Trek \| + 30" \| \| \| 5. \| Fred Wright \| Bahrain Victorious \| + 30" \| \| \| 6. \| Mike Teunissen \| Intermarché-Circus-Wanty \| + 31" \| \| \| 7. \| Marc Hirschi \| UAE Team Emirates \| + 31" \| \| \| 8. \| Matej Mohorič \| Bahrain Victorious \| + 33" \| \| \| 9. \| Axel Zingle \| Cofidis \| + 34" \| \| \| 10. \| Matteo Trentin \| UAE Team Emirates \| + 36" \| \| |                    |                          |             |
| |                    |                          |             |
| Kilde: ProCyclingStats |                    |                          |             |
| Samlede stilling |                    |                          |             |
| Rytter | Rytter             | Hold                     | Tid         |
| 1. | Tim Wellens        | UAE Team Emirates        | 11t 44' 52" |
| 2. | Florian Vermeersch | Lotto Dstny              | + 23"       |
| 3. | Yves Lampaert      | Soudal Quick-Step        | + 23"       |
| 4. | Jasper Stuyven     | Lidl-Trek                | + 30"       |
| 5. | Fred Wright        | Bahrain Victorious       | + 30"       |
| 6. | Mike Teunissen     | Intermarché-Circus-Wanty | + 31"       |
| 7. | Marc Hirschi       | UAE Team Emirates        | + 31"       |
| 8. | Matej Mohorič      | Bahrain Victorious       | + 33"       |
| 9. | Axel Zingle        | Cofidis                  | + 34"       |
| 10. | Matteo Trentin     | UAE Team Emirates        | + 36"       |

### 5. etape
| Riemst - Bilzen | kuperet etape | (187,3 km) |

| \| Etaperesultat \| Etaperesultat \| Etaperesultat \| Etaperesultat \| Etaperesultat \| \| Rytter \| Rytter \| Hold \| Tid \| \| \| ------------- \| -------------------- \| ------------------------ \| ------------- \| ------------- \| \| 1. \| Matej Mohorič \| Bahrain Victorious \| 4t 11' 15" \| \| \| 2. \| Matteo Trentin \| UAE Team Emirates \| + 0" \| \| \| 3. \| Søren Kragh Andersen \| Alpecin-Deceuninck \| + 0" \| \| \| 4. \| Jasper De Buyst \| Lotto Dstny \| + 0" \| \| \| 5. \| Arnaud De Lie \| Lotto Dstny \| + 4" \| \| \| 6. \| Jasper Stuyven \| Lidl-Trek \| + 4" \| \| \| 7. \| Jasper Philipsen \| Alpecin-Deceuninck \| + 4" \| \| \| 8. \| Mike Teunissen \| Intermarché-Circus-Wanty \| + 4" \| \| \| 9. \| Axel Zingle \| Cofidis \| + 4" \| \| \| 10. \| Yves Lampaert \| Soudal Quick-Step \| + 4" \| \| |                      |                          |            |
| |                      |                          |            |
| Kilde: ProCyclingStats |                      |                          |            |
| Etaperesultat |                      |                          |            |
| Rytter | Rytter               | Hold                     | Tid        |
| 1. | Matej Mohorič        | Bahrain Victorious       | 4t 11' 15" |
| 2. | Matteo Trentin       | UAE Team Emirates        | + 0"       |
| 3. | Søren Kragh Andersen | Alpecin-Deceuninck       | + 0"       |
| 4. | Jasper De Buyst      | Lotto Dstny              | + 0"       |
| 5. | Arnaud De Lie        | Lotto Dstny              | + 4"       |
| 6. | Jasper Stuyven       | Lidl-Trek                | + 4"       |
| 7. | Jasper Philipsen     | Alpecin-Deceuninck       | + 4"       |
| 8. | Mike Teunissen       | Intermarché-Circus-Wanty | + 4"       |
| 9. | Axel Zingle          | Cofidis                  | + 4"       |
| 10. | Yves Lampaert        | Soudal Quick-Step        | + 4"       |

## Trøjernes fordeling gennem løbet
| Etape    |               | Vinder _         | Samlede stilling | Pointtrøje       | Ungdomstrøje   | Mest angrebsivrige | Holdkonkurrence _ |
| -------- | ------------- | ---------------- | ---------------- | ---------------- | -------------- | ------------------ | ----------------- |
| 1. etape | flad etape    | Jasper Philipsen | Jasper Philipsen | Jasper Philipsen | Olav Kooij     | Ludovic Robeet     | Cofidis           |
| 2. etape | enkeltstart   | Joshua Tarling   | Joshua Tarling   | Joshua Tarling   | Joshua Tarling | Ludovic Robeet     | Ineos Grenadiers  |
| 3. etape | kuperet etape | Mike Teunissen   | Tim Wellens      | Tim Wellens      | Arnaud De Lie  | Ludovic Robeet     | UAE Team Emirates |
| 4. etape | flad etape    | Sam Welsford     | Tim Wellens      | Arnaud De Lie    | Arnaud De Lie  | Aaron Van Poucke   | UAE Team Emirates |
| 5. etape | kuperet etape | Matej Mohorič    | Tim Wellens      | Arnaud De Lie    | Arnaud De Lie  | Aaron Van Poucke   | UAE Team Emirates |
| Samlet   | Samlet        |                  | Tim Wellens      | Arnaud De Lie    | Arnaud De Lie  | Aaron Van Poucke   | UAE Team Emirates |

## Resultater

### Samlede stilling
| \| Samlede stilling \| Samlede stilling \| Samlede stilling \| Samlede stilling \| Samlede stilling \| \| Rytter \| Rytter \| Hold \| Tid \| \| \| ---------------- \| -------------------- \| ------------------------ \| ---------------- \| ---------------- \| \| 1. \| Tim Wellens \| UAE Team Emirates \| 15t 51' 52" \| \| \| 2. \| Florian Vermeersch \| Lotto Dstny \| + 23" \| \| \| 3. \| Yves Lampaert \| Soudal Quick-Step \| + 23" \| \| \| 4. \| Jasper Stuyven \| Lidl-Trek \| + 30" \| \| \| 5. \| Mike Teunissen \| Intermarché-Circus-Wanty \| + 31" \| \| \| 6. \| Marc Hirschi \| UAE Team Emirates \| + 31" \| \| \| 7. \| Matej Mohorič \| Bahrain Victorious \| + 33" \| \| \| 8. \| Axel Zingle \| Cofidis \| + 34" \| \| \| 9. \| Matteo Trentin \| UAE Team Emirates \| + 36" \| \| \| 10. \| Søren Kragh Andersen \| Alpecin-Deceuninck \| + 40" \| \| |                      |                          |             |
| |                      |                          |             |
| Kilde: ProCyclingStats |                      |                          |             |
| Samlede stilling |                      |                          |             |
| Rytter | Rytter               | Hold                     | Tid         |
| 1. | Tim Wellens          | UAE Team Emirates        | 15t 51' 52" |
| 2. | Florian Vermeersch   | Lotto Dstny              | + 23"       |
| 3. | Yves Lampaert        | Soudal Quick-Step        | + 23"       |
| 4. | Jasper Stuyven       | Lidl-Trek                | + 30"       |
| 5. | Mike Teunissen       | Intermarché-Circus-Wanty | + 31"       |
| 6. | Marc Hirschi         | UAE Team Emirates        | + 31"       |
| 7. | Matej Mohorič        | Bahrain Victorious       | + 33"       |
| 8. | Axel Zingle          | Cofidis                  | + 34"       |
| 9. | Matteo Trentin       | UAE Team Emirates        | + 36"       |
| 10. | Søren Kragh Andersen | Alpecin-Deceuninck       | + 40"       |

### Pointkonkurrencen
| Pointkonkurrence | Pointkonkurrence | Pointkonkurrence         | Pointkonkurrence | Pointkonkurrence |
| Rytter           | Rytter           | Hold                     | Point            |                  |
| ---------------- | ---------------- | ------------------------ | ---------------- | ---------------- |
| 1.               | Arnaud De Lie    | Lotto Dstny              | 70 point         |                  |
| 2.               | Jasper Philipsen | Alpecin-Deceuninck       | 65 point         |                  |
| 3.               | Matej Mohorič    | Bahrain Victorious       | 52 point         |                  |
| 4.               | Tim Wellens      | UAE Team Emirates        | 50 point         |                  |
| 5.               | Olav Kooij       | Jumbo-Visma              | 47 point         |                  |
| 6.               | Tim Merlier      | Soudal Quick-Step        | 44 point         |                  |
| 7.               | Yves Lampaert    | Soudal Quick-Step        | 43 point         |                  |
| 8.               | Mike Teunissen   | Intermarché-Circus-Wanty | 42 point         |                  |
| 9.               | Matteo Trentin   | UAE Team Emirates        | 40 point         |                  |
| 10.              | Jasper Stuyven   | Lidl-Trek                | 34 point         |                  |

### Ungdomskonkurrencen
| Ungdomskonkurrence | Ungdomskonkurrence | Ungdomskonkurrence       | Ungdomskonkurrence | Ungdomskonkurrence |
| Rytter             | Rytter             | Hold                     | Tid                |                    |
| ------------------ | ------------------ | ------------------------ | ------------------ | ------------------ |
| 1.                 | Arnaud De Lie      | Lotto Dstny              | 15t 52' 56"        |                    |
| 2.                 | Nicolò Buratti     | Bahrain Victorious       | + 5' 41"           |                    |
| 3.                 | Dries De Pooter    | Intermarché-Circus-Wanty | + 5' 42"           |                    |
| 4.                 | Thibau Nys         | Lidl-Trek                | + 6' 47"           |                    |
| 5.                 | Olav Kooij         | Jumbo-Visma              | + 9' 34"           |                    |
| 6.                 | Casper van Uden    | Team DSM-Firmenich       | + 9' 36"           |                    |
| 7.                 | Ben Tulett         | Ineos Grenadiers         | + 11' 28"          |                    |
| 8.                 | Frederik Wandahl   | Bora-Hansgrohe           | + 12' 10"          |                    |
| 9.                 | Laurence Pithie    | Groupama-FDJ             | + 12' 42"          |                    |
| 10.                | Milan Fretin       | Team Flanders-Baloise    | + 15' 54"          |                    |

### Holdkonkurrencen
| Holdkonkurrence | Holdkonkurrence          | Holdkonkurrence | Holdkonkurrence |
| Hold            | Hold                     | Tid             |                 |
| --------------- | ------------------------ | --------------- | --------------- |
| 1.              | UAE Team Emirates        | 47t 36' 57"     |                 |
| 2.              | Lotto Dstny              | + 29"           |                 |
| 3.              | Soudal Quick-Step        | + 1' 39"        |                 |
| 4.              | Bahrain Victorious       | + 1' 51"        |                 |
| 5.              | Intermarché-Circus-Wanty | + 1' 51"        |                 |
| 6.              | EF Education-EasyPost    | + 2' 32"        |                 |
| 7.              | AG2R Citroën Team        | + 2' 55"        |                 |
| 8.              | Lidl-Trek                | + 3' 42"        |                 |
| 9.              | Israel-Premier Tech      | + 4' 46"        |                 |
| 10.             | Ineos Grenadiers         | + 5' 59"        |                 |

## Hold og ryttere
| UCI WorldTeams (18)- AG2R Citroën Team - Alpecin-Deceuninck - Astana Qazaqstan Team - Bahrain Victorious - Bora-Hansgrohe - Cofidis - EF Education-EasyPost - Groupama-FDJ - Ineos Grenadiers - Intermarché-Circus-Wanty - Jumbo-Visma - Movistar Team - Soudal Quick-Step - Arkéa-Samsic - Team DSM-Firmenich - Team Jayco AlUla - Lidl-Trek - UAE Team Emirates UCI ProTeams (4)- Bingoal WB - Israel-Premier Tech - Lotto Dstny - Team Flanders-Baloise |
| |

### Danske ryttere
| Danske ryttere på startlisten |                       |                       |           |
| Rygnummer                     | Rytter                | Hold                  | Placering |
| 3                             | Søren Kragh Andersen  | Alpecin-Deceuninck    | 10        |
| 21                            | Kasper Asgreen        | Soudal Quick-Step     | 101       |
| 55                            | Johan Price-Pejtersen | Bahrain Victorious    | 126       |
| 82                            | Mikkel Bjerg          | UAE Team Emirates     | 12        |
| 97                            | Frederik Wandahl      | Bora-Hansgrohe        | 74        |
| 102                           | Mikkel Honoré         | EF Education-EasyPost | 45        |
| 154                           | Mathias Norsgaard     | Movistar Team         | 53        |

* DNF = gennemførte ikke

### Startliste
| Alpecin-Deceuninck ADC | Alpecin-Deceuninck ADC     | Alpecin-Deceuninck ADC |
| ---------------------- | -------------------------- | ---------------------- |
| Nr.                    | Rytter                     | Placering              |
| 1                      | Jasper Philipsen (BEL)     | 35.                    |
| 2                      | Silvan Dillier (SUI)       | DNF-4                  |
| 3                      | Søren Kragh Andersen (DEN) | 10.                    |
| 4                      | Senne Leysen (BEL)         | 96.                    |
| 5                      | Xandro Meurisse (BEL)      | DNS-4                  |
| 6                      | Jonas Rickaert (BEL)       | 98.                    |
| 7                      | Gianni Vermeersch (BEL)    | DNS-5                  |

| Jumbo-Visma TJV | Jumbo-Visma TJV                   | Jumbo-Visma TJV |
| --------------- | --------------------------------- | --------------- |
| Nr.             | Rytter                            | Placering       |
| 11              | Olav Kooij (NED)                  | 60.             |
| 12              | Edoardo Affini (ITA)              | 92.             |
| 13              | Tobias Foss (NOR)                 | 27.             |
| 14              | Lennard Hofstede (NED)            | 128.            |
| 15              | Tosh Van der Sande (BEL)          | 73.             |
| 16              | Mick van Dijke (NED)              | 71.             |
| 17              | Jos van Emden (NED) (enkeltstart) | 113.            |

| Soudal Quick-Step SOQ | Soudal Quick-Step SOQ              | Soudal Quick-Step SOQ |
| --------------------- | ---------------------------------- | --------------------- |
| Nr.                   | Rytter                             | Placering             |
| 21                    | Kasper Asgreen (DEN) (enkeltstart) | 101.                  |
| 22                    | Tim Declercq (BEL)                 | 25.                   |
| 23                    | Yves Lampaert (BEL)                | 3.                    |
| 24                    | Tim Merlier (BEL)                  | 64.                   |
| 25                    | Florian Sénéchal (FRA)             | 18.                   |
| 26                    | Bert Van Lerberghe (BEL)           | 62.                   |
| 27                    | Stan Van Tricht (BEL)              | DNF-5                 |

| Intermarché-Circus-Wanty ICW | Intermarché-Circus-Wanty ICW | Intermarché-Circus-Wanty ICW |
| ---------------------------- | ---------------------------- | ---------------------------- |
| Nr.                          | Rytter                       | Placering                    |
| 31                           | Aimé De Gendt (BEL)          | 17.                          |
| 32                           | Dries De Pooter (BEL)        | 50.                          |
| 33                           | Arne Marit (BEL)             | 28.                          |
| 34                           | Baptiste Planckaert (BEL)    | 107.                         |
| 35                           | Dion Smith (NZL)             | DNS-5                        |
| 36                           | Mike Teunissen (NED)         | 5.                           |
| 37                           | Loïc Vliegen (BEL)           | 65.                          |

| Lotto Dstny LTD | Lotto Dstny LTD          | Lotto Dstny LTD |
| --------------- | ------------------------ | --------------- |
| Nr.             | Rytter                   | Placering       |
| 41              | Arnaud De Lie (BEL)      | 15.             |
| 42              | Liam Slock (BEL)         | 117.            |
| 43              | Jasper De Buyst (BEL)    | 13.             |
| 44              | Cedric Beullens (BEL)    | 33.             |
| 45              | Frederik Frison (BEL)    | 84.             |
| 46              | Brent Van Moer (BEL)     | 38.             |
| 47              | Florian Vermeersch (BEL) | 2.              |

| Bahrain Victorious TBV | Bahrain Victorious TBV       | Bahrain Victorious TBV |
| ---------------------- | ---------------------------- | ---------------------- |
| Nr.                    | Rytter                       | Placering              |
| 51                     | Matej Mohorič (SLO)          | 7.                     |
| 52                     | Jonathan Milan (ITA)         | 81.                    |
| 53                     | Nicolò Buratti (ITA)         | 49.                    |
| 54                     | Andrea Pasqualon (ITA)       | 54.                    |
| 55                     | Johan Price-Pejtersen (DEN)  | 126.                   |
| 56                     | Dušan Rajović (SRB)          | 80.                    |
| 57                     | Fred Wright (GBR) (landevej) | DNS-5                  |

| Ineos Grenadiers IGD | Ineos Grenadiers IGD                   | Ineos Grenadiers IGD |
| -------------------- | -------------------------------------- | -------------------- |
| Nr.                  | Rytter                                 | Placering            |
| 61                   | Michał Kwiatkowski (POL) (enkeltstart) | 11.                  |
| 62                   | Cameron Wurf (AUS)                     | 116.                 |
| 63                   | Luke Plapp (AUS) (landevej)            | 79.                  |
| 64                   | Ben Tulett (GBR)                       | 69.                  |
| 65                   | Joshua Tarling (GBR) (enkeltstart)     | 114.                 |
| 66                   | Ben Turner (GBR)                       | 36.                  |
| 67                   | Elia Viviani (ITA)                     | 99.                  |

| Lidl-Trek LTK | Lidl-Trek LTK                  | Lidl-Trek LTK |
| ------------- | ------------------------------ | ------------- |
| Nr.           | Rytter                         | Placering     |
| 71            | Jasper Stuyven (BEL)           | 4.            |
| 72            | Thibau Nys (BEL)               | 55.           |
| 73            | Markus Hoelgaard (NOR)         | DNS-5         |
| 74            | Daan Hoole (NED)               | DNF-5         |
| 75            | Emīls Liepiņš (LAT) (landevej) | 43.           |
| 76            | Marc Brustenga (ESP)           | 108.          |
| 77            | Filippo Baroncini (ITA)        | 48.           |

| UAE Team Emirates UAD | UAE Team Emirates UAD         | UAE Team Emirates UAD |
| --------------------- | ----------------------------- | --------------------- |
| Nr.                   | Rytter                        | Placering             |
| 81                    | Sjoerd Bax (NED)              | 14.                   |
| 82                    | Mikkel Bjerg (DEN)            | 12.                   |
| 83                    | Alessandro Covi (ITA)         | 66.                   |
| 84                    | Ryan Gibbons (RSA)            | 93.                   |
| 85                    | Marc Hirschi (SUI) (landevej) | 6.                    |
| 86                    | Matteo Trentin (ITA)          | 9.                    |
| 87                    | Tim Wellens (BEL)             | 1.                    |

| Bora-Hansgrohe BOH | Bora-Hansgrohe BOH              | Bora-Hansgrohe BOH |
| ------------------ | ------------------------------- | ------------------ |
| Nr.                | Rytter                          | Placering          |
| 91                 | Jordi Meeus (BEL)               | 76.                |
| 92                 | Giovanni Aleotti (ITA)          | 29.                |
| 93                 | Shane Archbold (NZL)            | DNF-3              |
| 94                 | Cesare Benedetti (POL)          | 97.                |
| 95                 | Ryan Mullen (IRL) (enkeltstart) | DNF-5              |
| 96                 | Ide Schelling (NED)             | DNF-5              |
| 97                 | Frederik Wandahl (DEN)          | 74.                |

| EF Education-EasyPost EFE | EF Education-EasyPost EFE | EF Education-EasyPost EFE |
| ------------------------- | ------------------------- | ------------------------- |
| Nr.                       | Rytter                    | Placering                 |
| 101                       | Andrey Amador (CRC)       | 26.                       |
| 102                       | Mikkel Honoré (DEN)       | 45.                       |
| 103                       | Owain Doull (GBR)         | 19.                       |
| 104                       | Thomas Scully (NZL)       | 109.                      |
| 105                       | Jens Keukeleire (BEL)     | 40.                       |
| 106                       | Jonas Rutsch (GER)        | 20.                       |
| 107                       | Łukasz Wiśniowski (POL)   | 88.                       |

| AG2R Citroën Team ACT | AG2R Citroën Team ACT   | AG2R Citroën Team ACT |
| --------------------- | ----------------------- | --------------------- |
| Nr.                   | Rytter                  | Placering             |
| 111                   | Greg Van Avermaet (BEL) | 22.                   |
| 112                   | Stan Dewulf (BEL)       | 16.                   |
| 113                   | Pierre Gautherat (FRA)  | DNF-4                 |
| 114                   | Lawrence Naesen (BEL)   | 86.                   |
| 115                   | Oliver Naesen (BEL)     | 30.                   |
| 116                   | Bastien Tronchon (FRA)  | DNF-5                 |
| 117                   | Michael Schär (SUI)     | DNS-5                 |

| Cofidis COF | Cofidis COF              | Cofidis COF |
| ----------- | ------------------------ | ----------- |
| Nr.         | Rytter                   | Placering   |
| 121         | Piet Allegaert (BEL)     | 41.         |
| 122         | Alexandre Delettre (FRA) | 91.         |
| 123         | Eddy Finé (FRA)          | 123.        |
| 124         | Christophe Noppe (BEL)   | 100.        |
| 125         | Alexis Renard (FRA)      | 68.         |
| 126         | Jelle Wallays (BEL)      | 104.        |
| 127         | Axel Zingle (FRA)        | 8.          |

| Astana Qazaqstan Team AST | Astana Qazaqstan Team AST | Astana Qazaqstan Team AST |
| ------------------------- | ------------------------- | ------------------------- |
| Nr.                       | Rytter                    | Placering                 |
| 131                       | Cees Bol (NED)            | DNS-3                     |
| 132                       | Gleb Brussenskij (KAZ)    | 118.                      |
| 133                       | Jevgenij Giditj (KAZ)     | 110.                      |
| 134                       | Davide Martinelli (ITA)   | 112.                      |
| 135                       | Gianni Moscon (ITA)       | 57.                       |
| 136                       | Gleb Syritsa              | 95.                       |
| 137                       | Dmitrij Gruzdev (KAZ)     | 90.                       |

| Groupama-FDJ GFC | Groupama-FDJ GFC                  | Groupama-FDJ GFC |
| ---------------- | --------------------------------- | ---------------- |
| Nr.              | Rytter                            | Placering        |
| 141              | Valentin Madouas (FRA) (landevej) | 34.              |
| 142              | Kevin Geniets (LUX)               | 119.             |
| 143              | Olivier Le Gac (FRA)              | 51.              |
| 144              | Laurence Pithie (NZL)             | 77.              |
| 145              | Miles Scotson (AUS)               | DNS-5            |
| 146              | Jake Stewart (GBR)                | 63.              |
| 147              | Lars van den Berg (NED)           | 75.              |

| Movistar Team MOV | Movistar Team MOV           | Movistar Team MOV |
| ----------------- | --------------------------- | ----------------- |
| Nr.               | Rytter                      | Placering         |
| 151               | Vinicius Rangel Costa (BRA) | 125.              |
| 152               | Gorka Izagirre (ESP)        | 56.               |
| 153               | Johan Jacobs (SUI)          | 32.               |
| 154               | Mathias Norsgaard (DEN)     | 53.               |
| 155               | Lluís Mas (ESP)             | DNS-2             |
| 156               | Albert Torres (ESP)         | DNF-3             |
| 157               | Max Kanter (GER)            | 46.               |

| Arkéa-Samsic ARK | Arkéa-Samsic ARK      | Arkéa-Samsic ARK |
| ---------------- | --------------------- | ---------------- |
| Nr.              | Rytter                | Placering        |
| 161              | Jenthe Biermans (BEL) | DNS-4            |
| 162              | Arnaud Démare (FRA)   | 70.              |
| 163              | Donavan Grondin (FRA) | 127.             |
| 164              | Matis Louvel (FRA)    | 21.              |
| 165              | Daniel McLay (GBR)    | 111.             |
| 166              | Alan Riou (FRA)       | 121.             |
| 167              | Clément Russo (FRA)   | 82.              |

| Team DSM-Firmenich DSM | Team DSM-Firmenich DSM    | Team DSM-Firmenich DSM |
| ---------------------- | ------------------------- | ---------------------- |
| Nr.                    | Rytter                    | Placering              |
| 171                    | Pavel Bittner (CZE)       | 115.                   |
| 172                    | John Degenkolb (GER)      | 37.                    |
| 173                    | Alexander Edmondson (AUS) | 105.                   |
| 174                    | Nils Eekhoff (NED)        | 23.                    |
| 175                    | Niklas Märkl (GER)        | 78.                    |
| 176                    | Casper van Uden (NED)     | 61.                    |
| 177                    | Sam Welsford (AUS)        | 94.                    |

| Team Jayco AlUla JAY | Team Jayco AlUla JAY        | Team Jayco AlUla JAY |
| -------------------- | --------------------------- | -------------------- |
| Nr.                  | Rytter                      | Placering            |
| 181                  | Luke Durbridge (AUS)        | 47.                  |
| 182                  | Dylan Groenewegen (NED)     | 67.                  |
| 183                  | Amund Grøndahl Jansen (NOR) | DNF-5                |
| 184                  | Zdeněk Štybar (CZE)         | 52.                  |
| 185                  | Blake Quick (AUS)           | DNS-5                |
| 186                  | Elmar Reinders (NED)        | 59.                  |
| 187                  | Campbell Stewart (NZL)      | 42.                  |

| Israel-Premier Tech IPT | Israel-Premier Tech IPT         | Israel-Premier Tech IPT |
| ----------------------- | ------------------------------- | ----------------------- |
| Nr.                     | Rytter                          | Placering               |
| 191                     | Guillaume Boivin (CAN)          | DNF-5                   |
| 192                     | Derek Gee (CAN) (enkeltstart)   | 72.                     |
| 193                     | Omer Goldstein (ISR)            | DNF-3                   |
| 194                     | Itamar Einhorn (ISR) (landevej) | 102.                    |
| 195                     | Giacomo Nizzolo (ITA)           | 24.                     |
| 196                     | Jens Reynders (BEL)             | 31.                     |
| 197                     | Tom Van Asbroeck (BEL)          | 39.                     |

| Bingoal WB BWB | Bingoal WB BWB                     | Bingoal WB BWB |
| -------------- | ---------------------------------- | -------------- |
| Nr.            | Rytter                             | Placering      |
| 201            | Ceriel Desal (BEL)                 | 85.            |
| 202            | Karl Patrick Lauk (EST) (landevej) | 103.           |
| 203            | Matteo Malucelli (ITA)             | 106.           |
| 204            | Ludovic Robeet (BEL)               | 122.           |
| 205            | Luca Van Boven (BEL)               | 44.            |
| 206            | Nathan Vandepitte (FRA)            | 120.           |
| 207            | Kenneth Van Rooy (BEL)             | DNS-2          |

| Team Flanders-Baloise TFB | Team Flanders-Baloise TFB | Team Flanders-Baloise TFB |
| ------------------------- | ------------------------- | ------------------------- |
| Nr.                       | Rytter                    | Placering                 |
| 211                       | Jenno Berckmoes (BEL)     | DNS-5                     |
| 212                       | Kamiel Bonneu (BEL)       | 83.                       |
| 213                       | Vito Braet (BEL)          | 87.                       |
| 214                       | Alex Colman (BEL)         | 58.                       |
| 215                       | Sander De Pestel (BEL)    | DNS-3                     |
| 216                       | Milan Fretin (BEL)        | 89.                       |
| 217                       | Aaron Van Poucke (BEL)    | 124.                      |

| Alpecin-Deceuninck ADC | Alpecin-Deceuninck ADC     | Alpecin-Deceuninck ADC |
| ---------------------- | -------------------------- | ---------------------- |
| Nr.                    | Rytter                     | Placering              |
| 1                      | Jasper Philipsen (BEL)     | 35.                    |
| 2                      | Silvan Dillier (SUI)       | DNF-4                  |
| 3                      | Søren Kragh Andersen (DEN) | 10.                    |
| 4                      | Senne Leysen (BEL)         | 96.                    |
| 5                      | Xandro Meurisse (BEL)      | DNS-4                  |
| 6                      | Jonas Rickaert (BEL)       | 98.                    |
| 7                      | Gianni Vermeersch (BEL)    | DNS-5                  |

| Jumbo-Visma TJV | Jumbo-Visma TJV                   | Jumbo-Visma TJV |
| --------------- | --------------------------------- | --------------- |
| Nr.             | Rytter                            | Placering       |
| 11              | Olav Kooij (NED)                  | 60.             |
| 12              | Edoardo Affini (ITA)              | 92.             |
| 13              | Tobias Foss (NOR)                 | 27.             |
| 14              | Lennard Hofstede (NED)            | 128.            |
| 15              | Tosh Van der Sande (BEL)          | 73.             |
| 16              | Mick van Dijke (NED)              | 71.             |
| 17              | Jos van Emden (NED) (enkeltstart) | 113.            |

| Soudal Quick-Step SOQ | Soudal Quick-Step SOQ              | Soudal Quick-Step SOQ |
| --------------------- | ---------------------------------- | --------------------- |
| Nr.                   | Rytter                             | Placering             |
| 21                    | Kasper Asgreen (DEN) (enkeltstart) | 101.                  |
| 22                    | Tim Declercq (BEL)                 | 25.                   |
| 23                    | Yves Lampaert (BEL)                | 3.                    |
| 24                    | Tim Merlier (BEL)                  | 64.                   |
| 25                    | Florian Sénéchal (FRA)             | 18.                   |
| 26                    | Bert Van Lerberghe (BEL)           | 62.                   |
| 27                    | Stan Van Tricht (BEL)              | DNF-5                 |

| Intermarché-Circus-Wanty ICW | Intermarché-Circus-Wanty ICW | Intermarché-Circus-Wanty ICW |
| ---------------------------- | ---------------------------- | ---------------------------- |
| Nr.                          | Rytter                       | Placering                    |
| 31                           | Aimé De Gendt (BEL)          | 17.                          |
| 32                           | Dries De Pooter (BEL)        | 50.                          |
| 33                           | Arne Marit (BEL)             | 28.                          |
| 34                           | Baptiste Planckaert (BEL)    | 107.                         |
| 35                           | Dion Smith (NZL)             | DNS-5                        |
| 36                           | Mike Teunissen (NED)         | 5.                           |
| 37                           | Loïc Vliegen (BEL)           | 65.                          |

| Lotto Dstny LTD | Lotto Dstny LTD          | Lotto Dstny LTD |
| --------------- | ------------------------ | --------------- |
| Nr.             | Rytter                   | Placering       |
| 41              | Arnaud De Lie (BEL)      | 15.             |
| 42              | Liam Slock (BEL)         | 117.            |
| 43              | Jasper De Buyst (BEL)    | 13.             |
| 44              | Cedric Beullens (BEL)    | 33.             |
| 45              | Frederik Frison (BEL)    | 84.             |
| 46              | Brent Van Moer (BEL)     | 38.             |
| 47              | Florian Vermeersch (BEL) | 2.              |

| Bahrain Victorious TBV | Bahrain Victorious TBV       | Bahrain Victorious TBV |
| ---------------------- | ---------------------------- | ---------------------- |
| Nr.                    | Rytter                       | Placering              |
| 51                     | Matej Mohorič (SLO)          | 7.                     |
| 52                     | Jonathan Milan (ITA)         | 81.                    |
| 53                     | Nicolò Buratti (ITA)         | 49.                    |
| 54                     | Andrea Pasqualon (ITA)       | 54.                    |
| 55                     | Johan Price-Pejtersen (DEN)  | 126.                   |
| 56                     | Dušan Rajović (SRB)          | 80.                    |
| 57                     | Fred Wright (GBR) (landevej) | DNS-5                  |

| Ineos Grenadiers IGD | Ineos Grenadiers IGD                   | Ineos Grenadiers IGD |
| -------------------- | -------------------------------------- | -------------------- |
| Nr.                  | Rytter                                 | Placering            |
| 61                   | Michał Kwiatkowski (POL) (enkeltstart) | 11.                  |
| 62                   | Cameron Wurf (AUS)                     | 116.                 |
| 63                   | Luke Plapp (AUS) (landevej)            | 79.                  |
| 64                   | Ben Tulett (GBR)                       | 69.                  |
| 65                   | Joshua Tarling (GBR) (enkeltstart)     | 114.                 |
| 66                   | Ben Turner (GBR)                       | 36.                  |
| 67                   | Elia Viviani (ITA)                     | 99.                  |

| Lidl-Trek LTK | Lidl-Trek LTK                  | Lidl-Trek LTK |
| ------------- | ------------------------------ | ------------- |
| Nr.           | Rytter                         | Placering     |
| 71            | Jasper Stuyven (BEL)           | 4.            |
| 72            | Thibau Nys (BEL)               | 55.           |
| 73            | Markus Hoelgaard (NOR)         | DNS-5         |
| 74            | Daan Hoole (NED)               | DNF-5         |
| 75            | Emīls Liepiņš (LAT) (landevej) | 43.           |
| 76            | Marc Brustenga (ESP)           | 108.          |
| 77            | Filippo Baroncini (ITA)        | 48.           |

| UAE Team Emirates UAD | UAE Team Emirates UAD         | UAE Team Emirates UAD |
| --------------------- | ----------------------------- | --------------------- |
| Nr.                   | Rytter                        | Placering             |
| 81                    | Sjoerd Bax (NED)              | 14.                   |
| 82                    | Mikkel Bjerg (DEN)            | 12.                   |
| 83                    | Alessandro Covi (ITA)         | 66.                   |
| 84                    | Ryan Gibbons (RSA)            | 93.                   |
| 85                    | Marc Hirschi (SUI) (landevej) | 6.                    |
| 86                    | Matteo Trentin (ITA)          | 9.                    |
| 87                    | Tim Wellens (BEL)             | 1.                    |

| Bora-Hansgrohe BOH | Bora-Hansgrohe BOH              | Bora-Hansgrohe BOH |
| ------------------ | ------------------------------- | ------------------ |
| Nr.                | Rytter                          | Placering          |
| 91                 | Jordi Meeus (BEL)               | 76.                |
| 92                 | Giovanni Aleotti (ITA)          | 29.                |
| 93                 | Shane Archbold (NZL)            | DNF-3              |
| 94                 | Cesare Benedetti (POL)          | 97.                |
| 95                 | Ryan Mullen (IRL) (enkeltstart) | DNF-5              |
| 96                 | Ide Schelling (NED)             | DNF-5              |
| 97                 | Frederik Wandahl (DEN)          | 74.                |

| EF Education-EasyPost EFE | EF Education-EasyPost EFE | EF Education-EasyPost EFE |
| ------------------------- | ------------------------- | ------------------------- |
| Nr.                       | Rytter                    | Placering                 |
| 101                       | Andrey Amador (CRC)       | 26.                       |
| 102                       | Mikkel Honoré (DEN)       | 45.                       |
| 103                       | Owain Doull (GBR)         | 19.                       |
| 104                       | Thomas Scully (NZL)       | 109.                      |
| 105                       | Jens Keukeleire (BEL)     | 40.                       |
| 106                       | Jonas Rutsch (GER)        | 20.                       |
| 107                       | Łukasz Wiśniowski (POL)   | 88.                       |

| AG2R Citroën Team ACT | AG2R Citroën Team ACT   | AG2R Citroën Team ACT |
| --------------------- | ----------------------- | --------------------- |
| Nr.                   | Rytter                  | Placering             |
| 111                   | Greg Van Avermaet (BEL) | 22.                   |
| 112                   | Stan Dewulf (BEL)       | 16.                   |
| 113                   | Pierre Gautherat (FRA)  | DNF-4                 |
| 114                   | Lawrence Naesen (BEL)   | 86.                   |
| 115                   | Oliver Naesen (BEL)     | 30.                   |
| 116                   | Bastien Tronchon (FRA)  | DNF-5                 |
| 117                   | Michael Schär (SUI)     | DNS-5                 |

| Cofidis COF | Cofidis COF              | Cofidis COF |
| ----------- | ------------------------ | ----------- |
| Nr.         | Rytter                   | Placering   |
| 121         | Piet Allegaert (BEL)     | 41.         |
| 122         | Alexandre Delettre (FRA) | 91.         |
| 123         | Eddy Finé (FRA)          | 123.        |
| 124         | Christophe Noppe (BEL)   | 100.        |
| 125         | Alexis Renard (FRA)      | 68.         |
| 126         | Jelle Wallays (BEL)      | 104.        |
| 127         | Axel Zingle (FRA)        | 8.          |

| Astana Qazaqstan Team AST | Astana Qazaqstan Team AST | Astana Qazaqstan Team AST |
| ------------------------- | ------------------------- | ------------------------- |
| Nr.                       | Rytter                    | Placering                 |
| 131                       | Cees Bol (NED)            | DNS-3                     |
| 132                       | Gleb Brussenskij (KAZ)    | 118.                      |
| 133                       | Jevgenij Giditj (KAZ)     | 110.                      |
| 134                       | Davide Martinelli (ITA)   | 112.                      |
| 135                       | Gianni Moscon (ITA)       | 57.                       |
| 136                       | Gleb Syritsa              | 95.                       |
| 137                       | Dmitrij Gruzdev (KAZ)     | 90.                       |

| Groupama-FDJ GFC | Groupama-FDJ GFC                  | Groupama-FDJ GFC |
| ---------------- | --------------------------------- | ---------------- |
| Nr.              | Rytter                            | Placering        |
| 141              | Valentin Madouas (FRA) (landevej) | 34.              |
| 142              | Kevin Geniets (LUX)               | 119.             |
| 143              | Olivier Le Gac (FRA)              | 51.              |
| 144              | Laurence Pithie (NZL)             | 77.              |
| 145              | Miles Scotson (AUS)               | DNS-5            |
| 146              | Jake Stewart (GBR)                | 63.              |
| 147              | Lars van den Berg (NED)           | 75.              |

| Movistar Team MOV | Movistar Team MOV           | Movistar Team MOV |
| ----------------- | --------------------------- | ----------------- |
| Nr.               | Rytter                      | Placering         |
| 151               | Vinicius Rangel Costa (BRA) | 125.              |
| 152               | Gorka Izagirre (ESP)        | 56.               |
| 153               | Johan Jacobs (SUI)          | 32.               |
| 154               | Mathias Norsgaard (DEN)     | 53.               |
| 155               | Lluís Mas (ESP)             | DNS-2             |
| 156               | Albert Torres (ESP)         | DNF-3             |
| 157               | Max Kanter (GER)            | 46.               |

| Arkéa-Samsic ARK | Arkéa-Samsic ARK      | Arkéa-Samsic ARK |
| ---------------- | --------------------- | ---------------- |
| Nr.              | Rytter                | Placering        |
| 161              | Jenthe Biermans (BEL) | DNS-4            |
| 162              | Arnaud Démare (FRA)   | 70.              |
| 163              | Donavan Grondin (FRA) | 127.             |
| 164              | Matis Louvel (FRA)    | 21.              |
| 165              | Daniel McLay (GBR)    | 111.             |
| 166              | Alan Riou (FRA)       | 121.             |
| 167              | Clément Russo (FRA)   | 82.              |

| Team DSM-Firmenich DSM | Team DSM-Firmenich DSM    | Team DSM-Firmenich DSM |
| ---------------------- | ------------------------- | ---------------------- |
| Nr.                    | Rytter                    | Placering              |
| 171                    | Pavel Bittner (CZE)       | 115.                   |
| 172                    | John Degenkolb (GER)      | 37.                    |
| 173                    | Alexander Edmondson (AUS) | 105.                   |
| 174                    | Nils Eekhoff (NED)        | 23.                    |
| 175                    | Niklas Märkl (GER)        | 78.                    |
| 176                    | Casper van Uden (NED)     | 61.                    |
| 177                    | Sam Welsford (AUS)        | 94.                    |

| Team Jayco AlUla JAY | Team Jayco AlUla JAY        | Team Jayco AlUla JAY |
| -------------------- | --------------------------- | -------------------- |
| Nr.                  | Rytter                      | Placering            |
| 181                  | Luke Durbridge (AUS)        | 47.                  |
| 182                  | Dylan Groenewegen (NED)     | 67.                  |
| 183                  | Amund Grøndahl Jansen (NOR) | DNF-5                |
| 184                  | Zdeněk Štybar (CZE)         | 52.                  |
| 185                  | Blake Quick (AUS)           | DNS-5                |
| 186                  | Elmar Reinders (NED)        | 59.                  |
| 187                  | Campbell Stewart (NZL)      | 42.                  |

| Israel-Premier Tech IPT | Israel-Premier Tech IPT         | Israel-Premier Tech IPT |
| ----------------------- | ------------------------------- | ----------------------- |
| Nr.                     | Rytter                          | Placering               |
| 191                     | Guillaume Boivin (CAN)          | DNF-5                   |
| 192                     | Derek Gee (CAN) (enkeltstart)   | 72.                     |
| 193                     | Omer Goldstein (ISR)            | DNF-3                   |
| 194                     | Itamar Einhorn (ISR) (landevej) | 102.                    |
| 195                     | Giacomo Nizzolo (ITA)           | 24.                     |
| 196                     | Jens Reynders (BEL)             | 31.                     |
| 197                     | Tom Van Asbroeck (BEL)          | 39.                     |

| Bingoal WB BWB | Bingoal WB BWB                     | Bingoal WB BWB |
| -------------- | ---------------------------------- | -------------- |
| Nr.            | Rytter                             | Placering      |
| 201            | Ceriel Desal (BEL)                 | 85.            |
| 202            | Karl Patrick Lauk (EST) (landevej) | 103.           |
| 203            | Matteo Malucelli (ITA)             | 106.           |
| 204            | Ludovic Robeet (BEL)               | 122.           |
| 205            | Luca Van Boven (BEL)               | 44.            |
| 206            | Nathan Vandepitte (FRA)            | 120.           |
| 207            | Kenneth Van Rooy (BEL)             | DNS-2          |

| Team Flanders-Baloise TFB | Team Flanders-Baloise TFB | Team Flanders-Baloise TFB |
| ------------------------- | ------------------------- | ------------------------- |
| Nr.                       | Rytter                    | Placering                 |
| 211                       | Jenno Berckmoes (BEL)     | DNS-5                     |
| 212                       | Kamiel Bonneu (BEL)       | 83.                       |
| 213                       | Vito Braet (BEL)          | 87.                       |
| 214                       | Alex Colman (BEL)         | 58.                       |
| 215                       | Sander De Pestel (BEL)    | DNS-3                     |
| 216                       | Milan Fretin (BEL)        | 89.                       |
| 217                       | Aaron Van Poucke (BEL)    | 124.                      |